# لانس مان
لانس مان (بالإنجليزية: Lance Mann)‏ هو لاعب كرة قدم أسترالية أسترالي، ولد في 12 يوليو 1930 في Walwa, Victoria ‏ في أستراليا، وتوفي في 13 مارس 2015 في ألبوري في أستراليا.

## وصلات خارجية
- لانس مان على موقع AustralianFootball.com (الإنجليزية)
- لانس مان على موقع AFLtables.com (الإنجليزية)